# Aleksandra Lach
Aleksandra Lach (ur. 2 stycznia 1995 w Olkuszu) – polska szachistka, mistrzyni międzynarodowa od 2015 roku.

## Kariera szachowa
Od najmłodszych lat wykazywała duże predyspozycje do uprawiania gry w szachy. Pierwszy medal mistrzostw Polski juniorek zdobyła w 2003 r., zajmując w Wiśle III miejsce w grupie do lat 10. W kolejnych dwóch latach zdobyła w tej kategorii dwukrotnie tytuły mistrzyni Polski (oba turnieje odbyły się w Kołobrzegu), natomiast w 2006 r. (również w Kołobrzegu) wywalczyła brązowy medal w grupie do lat 12. W 2007 r. zdobyła w Ustroniu tytuł mistrzyni Polski do 12 lat, a w 2009 r. w Sielpii – srebrny medal w kategorii do 14 lat. W 2012 r. zdobyła w Solinie tytuł mistrzyni Polski w kategorii do 18 lat.
Równie szybko zaczęła odnosić sukcesy na mistrzostwach świata i Europy: w 2004 wywalczyła w Iraklionie brązowy medal mistrzostw świata juniorek do lat 10, rok później zajęła II miejsce w Belfort na mistrzostwach świata w tej kategorii wiekowej, zaś w 2006 zdobyła w Batumi tytuł wicemistrzyni świata do lat 12. W roku 2005 zdobyła również brązowy medal na mistrzostwach Europy do lat 10 w Hercegu Novim. W 2007 została w Szybeniku mistrzynią Europy do 12 lat, w 2008 r. w Hercegu Novim – wicemistrzynią Europy do 14 lat. W 2009 r. zdobyła w Antalyi srebrny medal mistrzostw świata do 14 lat. W 2012 r. zdobyła w Pardubicach srebrny medal drużynowych mistrzostw Europy do 18 lat.
Na swoim koncie posiada również wiele medali zdobytych na mistrzostwach Polski juniorów w grze błyskawicznej oraz szybkiej. Dwukrotnie zdobyła medale indywidualnych mistrzostw Polski w szachach szybkich: złoty (Trzcianka 2015) oraz brązowy (Trzcianka 2014).
Posiada tytuł mistrzyni FIDE, który otrzymała w 2007 roku.
Najwyższy ranking w dotychczasowej karierze osiągnęła 1 lutego 2015 r., z wynikiem 2227 punktów zajmowała wówczas 14. miejsce wśród polskich szachistek.